# Bjørn Sundquist
Bjørn Richard Sundquist, född 16 juni 1948 i Hammerfest, är en norsk skådespelare och regissör.
Sundquist är den norske skådespelare som har tilldelats det norska filmpriset Amanda flest gånger. Han mottog Gammleng-prisen 2005.
Björn Sundquist är av samisk härkomst på sin mors sida och framträdde på Jielemen Aavoe i Trondheim på samernas nationaldag 6 februari 2017 till 100-årsminnet av det första samiska landsmötet.

## Filmografi (urval)
- 1988 – Sweetwater
- 1989 – S.O.S. Condor
- 1990 – Gränslots
- 1992 – Krigarens hjärta
- 1994 – Drömspel
- 1997 – Hammarkullen (TV-serie) (TV-serie)
- 1997 – Minister på villovägar
- 1999 – Lusten till ett liv
- 2000 – Sleepwalker
- 2008 – Kautokeinoupproret
- 2009 – Död snö
- 2010 – En ganska snäll man
- 2011 – Gränsen
- 2013 – Hansel & Gretel: Witch Hunters
- 2013 – Lasse-Majas detektivbyrå – von Broms hemlighet
- 2020 – Maskineriet (TV-serie)
- 2024 – Spermageddon (röst)